# 竇鞏
竇鞏（？—？），字友封，京兆府金城縣人，唐朝官員。郡望扶風平陵縣（今陝西咸陽西北）。竇叔向之子，竇庠之弟。

## 生平
元和二年（807年）王源榜进士。袁滋镇守襄阳，特聘竇鞏為掌书记，寶曆元年（825年）入京拜侍御史，再轉司勳员外郎、刑部郎中。與元稹深交，元稹观察浙东時，奏为副使兼御史中丞，時有唱酬。大和四年（830年）正月，元稹移武昌軍節度使，竇鞏亦隨至武昌。大和五年，元稹卒於任上，竇鞏回長安，途中染疾，卒於私第。